# Werner Wächter
Werner Wächter (né à Erfurt le 9 mai 1902 et mort en 1945) était un politicien allemand, membre et fonctionnaire de parti du NSDAP.

## Biographie
Après ses études primaires, Wächter suivit une filière commerciale à Berlin et à Potsdam-Drewitz. Il reçut ensuite une formation dans les écoles de cadets de Köslin, Oranienstein (près de Diez) et Berlin-Lichterfelde.
En 1922, Wächter se fit membre de la SA et du NSDAP et fut le cofondateur de la section locale de Potsdam. À partir de 1923, il travailla comme représentant pour la société pétrolière OLEX Deutsche Benzin und Petroleum GmbH. Il devint en 1929 chef de groupe (Gruppenleiter) puis, en 1932, chef de district (Bezirksführer) pour le district Westen du Gau et chef d’arrondissement en second (Kreisleiter 2) du Gau du Grand Berlin (Groß-Berlin). En cette qualité, il allait devenir un des plus étroits collaborateurs du Gauleiter berlinois Joseph Goebbels, passant pour le « bras droit » de celui-ci. Lors des élections pour le Reichstag de juillet 1932, Wächter, qui était candidat du NSDAP pour la troisième circonscription électorale (Potsdam II), fut élu au Reichstag, où il siégea ensuite jusqu’en novembre de la même année. En novembre 1933, il retourna, pour son ancienne circonscription, au Reichstag national-socialiste, assemblée dont il fit partie sans interruption jusqu’en mai 1945.
Après 1933, Wächter devint chef de propagande (Gaupropagandaleiter) du Gau du Grand Berlin et chef du bureau régional (Landesstellenleiter) du ministère de la propagande. En 1940, il prit la direction du département I de ce ministère. En 1942, il devint chef de groupe (Gruppenführer) de la SA et en 1943, chef de l’état-major de propagande du NSDAP.
Après la Seconde Guerre mondiale, Wächter fut considéré comme disparu et déclaré officiellement mort le 31 décembre 1950.